# 安东·兰德尔
安东·兰德尔（瑞典語：Anton Lander，1991年4月24日—），瑞典男子冰球运动员。他曾代表瑞典国家队参加2018年和2022年冬季奥林匹克运动会冰球比赛，分别获得第五名和第四名。